# St. Antonius (Münster)

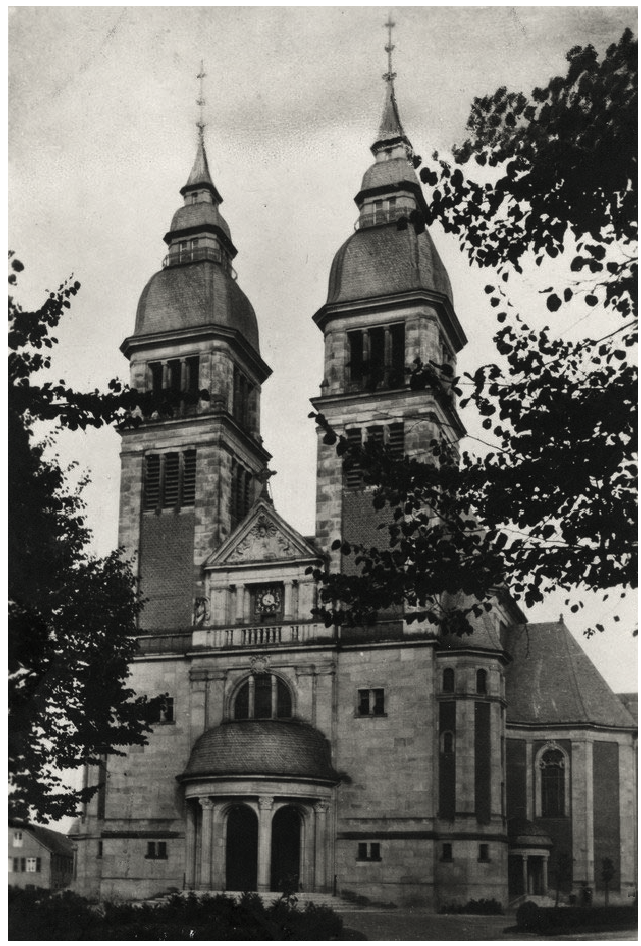
Ansicht vor dem 2. Weltkrieg

Die katholische Kirche St. Antonius gehört zur Kirchengemeinde St. Joseph Münster-Süd in Münster.

## Geschichte

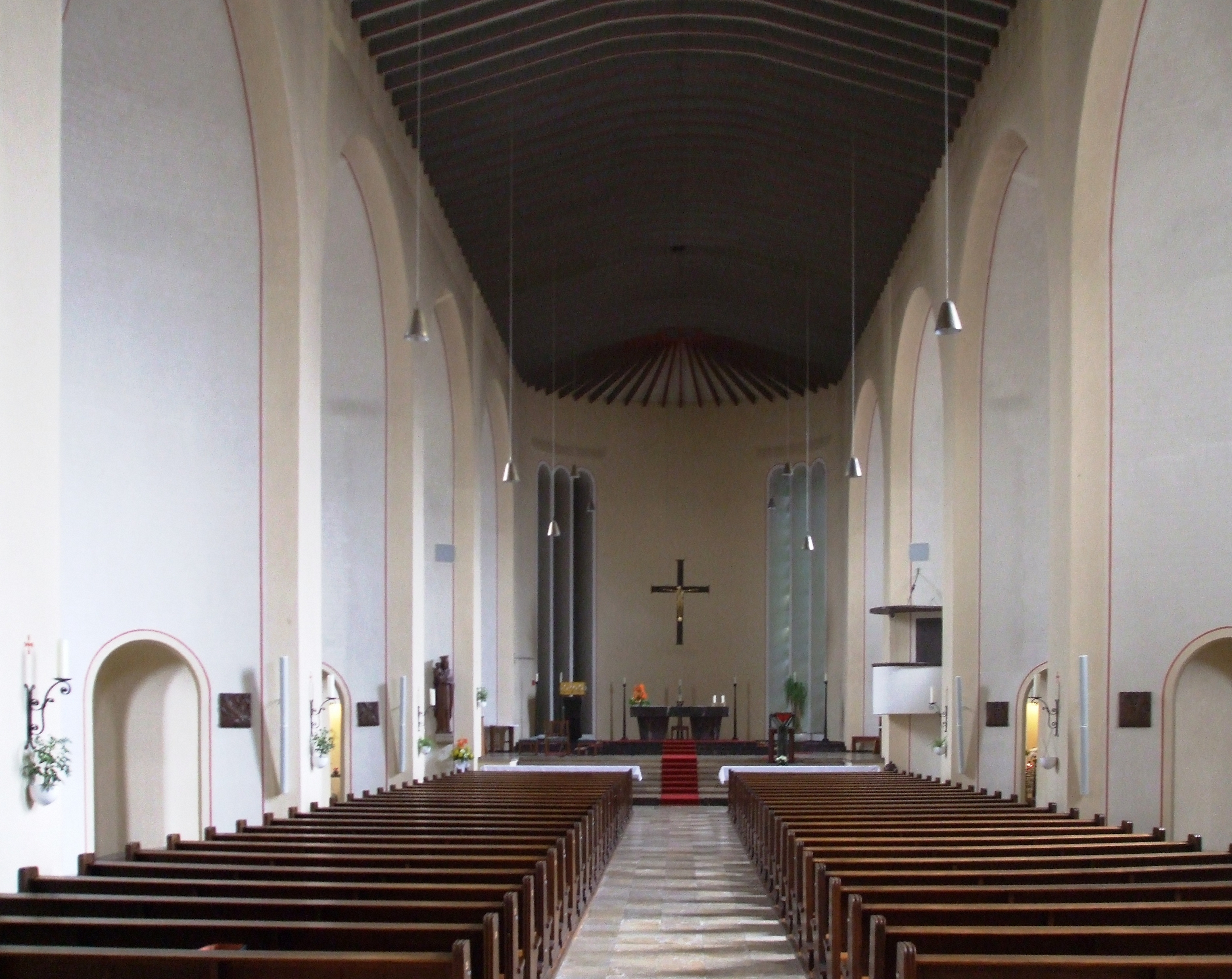
Hauptschiff von Dominikus und Gottfried Böhm

Die damalige Pfarrkirche der Gemeinde St. Antonius wurde von 1914 bis 1917 nach Plänen von Ludwig Becker als neobarocke Kirche mit Querschiff und einer großen Kuppel über der Vierung errichtet. Sie wurde im Zweiten Weltkrieg durch Bombenangriffe bis auf die Außenmauern zerstört.
Von 1949 bis 1952 wurde der heutige Bau unter Anleitung von Dominikus und Gottfried Böhm in der alten, aber größtenteils vereinfachten Form ohne Kuppel und Querschiff wieder errichtet. Innenraum und Chor wurden ganz neu als heller Saalbau mit großen Konchen an den Seiten gestaltet. Die Decke ist aus vielen parallel verlaufenden, dunklen Rippen gebildet. Auch das große Westfenster mit einer Glasmalerei von Vinzenz Pieper stammt erst aus dieser Periode.

## Orgel
Die Orgel auf der Westempore wurde 1955 von Johannes Klais Orgelbau (Bonn) erbaut. Sie hat insgesamt 37 Register auf drei Manualen und Pedal. Hauptwerk, Schwellwerk und Pedal (jeweils Kegelladen) sind links und rechts des Westfensters jeweils in Nischen positioniert, das Rückpositiv (Taschenladen) ist in die Brüstung eingelassen. Die Trakturen sind elektropneumatisch, die des Rückpositivs elektrisch.
| I Rückpositiv C–g3 |                 |       |
| 1.                 | Quintadena      | 8′    |
| 2.                 | Stillgedackt    | 8′    |
| 3.                 | Venezianerflöte | 4′    |
| 4.                 | Prinzipal       | 2′    |
| 5.                 | Sifflöte        | 1 ⁄3′ |
| 6.                 | Scharff III-IV  |       |
| 7.                 | Cymbel II       |       |
| 8.                 | Krummhorn       | 8′    |
|                    | Tremulant       |       |

| II Hauptwerk C–g3 |               |       |
| 9.                | Gedacktpommer | 16′   |
| 10.               | Prinzipal     | 8′    |
| 11.               | Rohrflöte     | 8′    |
| 12.               | Oktave        | 4′    |
| 13.               | Spitzflöte    | 4′    |
| 14.               | Quinte        | 2 ⁄3′ |
| 15.               | Oktave        | 2′    |
| 16.               | Mixtur IV-V   |       |
| 17.               | Trompete      | 8′    |

| III Schwellwerk C–g3 |                |       |
| 18.                  | Holzflöte      | 8′    |
| 19.                  | Gemshorn       | 8′    |
| 20.                  | Prinzipal      | 4′    |
| 21.                  | Querflöte      | 4′    |
| 22.                  | Waldflöte      | 2′    |
| 23.                  | Sesquialter II | 2 ⁄3′ |
| 24.                  | Mixtur IV      |       |
| 25.                  | Dulcian        | 16′   |
| 26.                  | Schalmei       | 8′    |

| Pedal C–f1 |                         |     |
| 27.        | Prinzipalbass           | 16′ |
| 28.        | Subbass                 | 16′ |
| 29.        | Gedacktpommer (= Nr. 9) | 16′ |
| 30.        | Oktavbass               | 8′  |
| 31.        | Gedacktbass             | 8′  |
| 32.        | Choralbass              | 4′  |
| 33.        | Bassflöte               | 4′  |
| 34.        | Nachthorn               | 2′  |
| 35.        | Hintersatz IV           |     |
| 36.        | Posaune                 | 16′ |
| 37.        | Basstrompete            | 8′  |

- Koppeln: I/II, III/II, I/P, II/P, III/P

## Krypta
Die Krypta wurde 2005 renoviert und wird seit der Fusion 2008 von der Kirchengemeinde St. Joseph (seit 2013 St. Joseph Münster-Süd) für Gemeindegottesdienste genutzt. Einmal im Monat feiert die Queergemeinde Münster ihren Gottesdienst in der Krypta. Kirche, Pfarrheim und Pfarrhaus wurden dem Bistum Münster übergeben, das sie wiederum den ausländischen Missionen der Polen, Spanier und Tamilen zur Verfügung stellt.

## Innenansichten

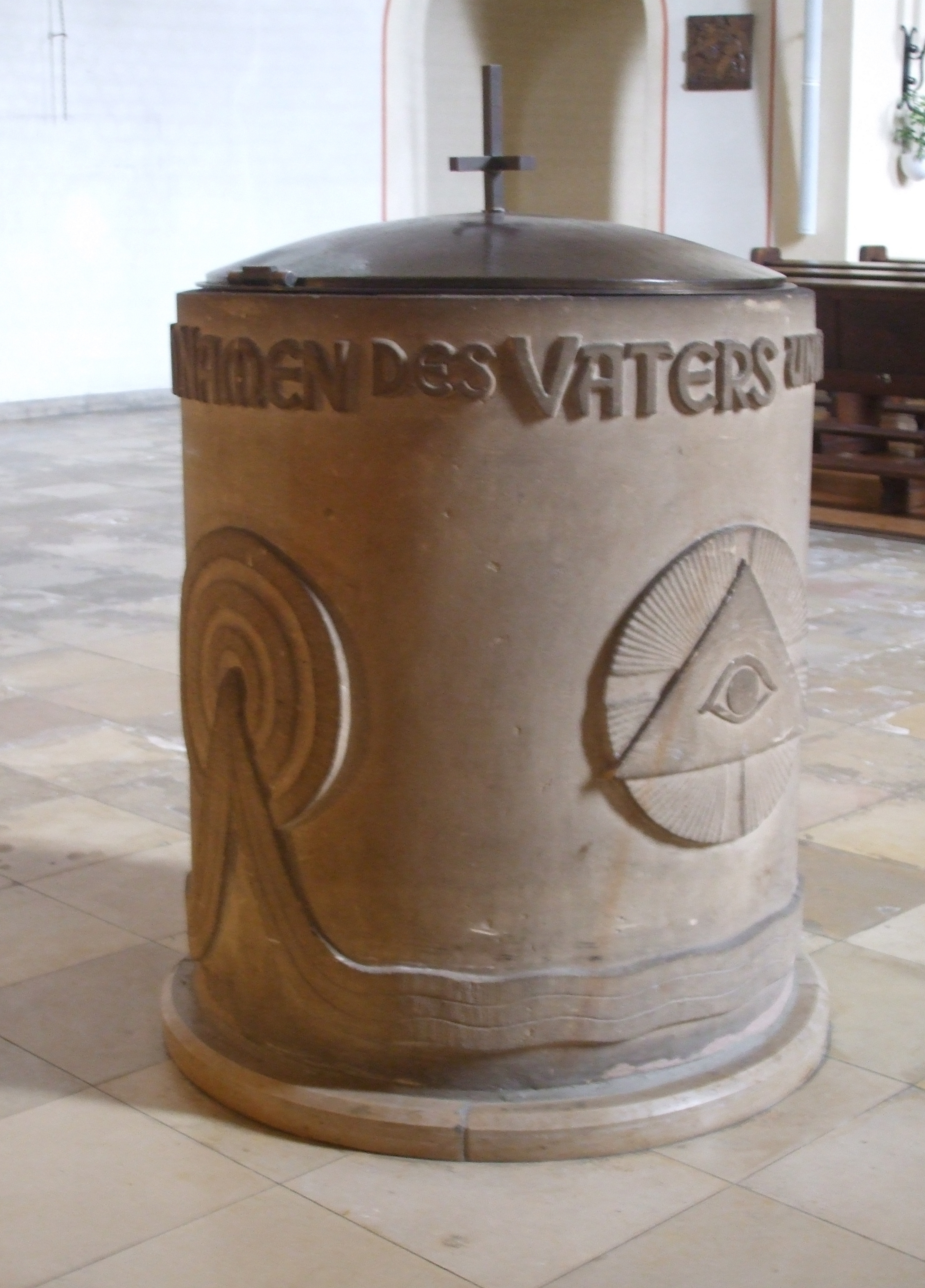
Taufbecken
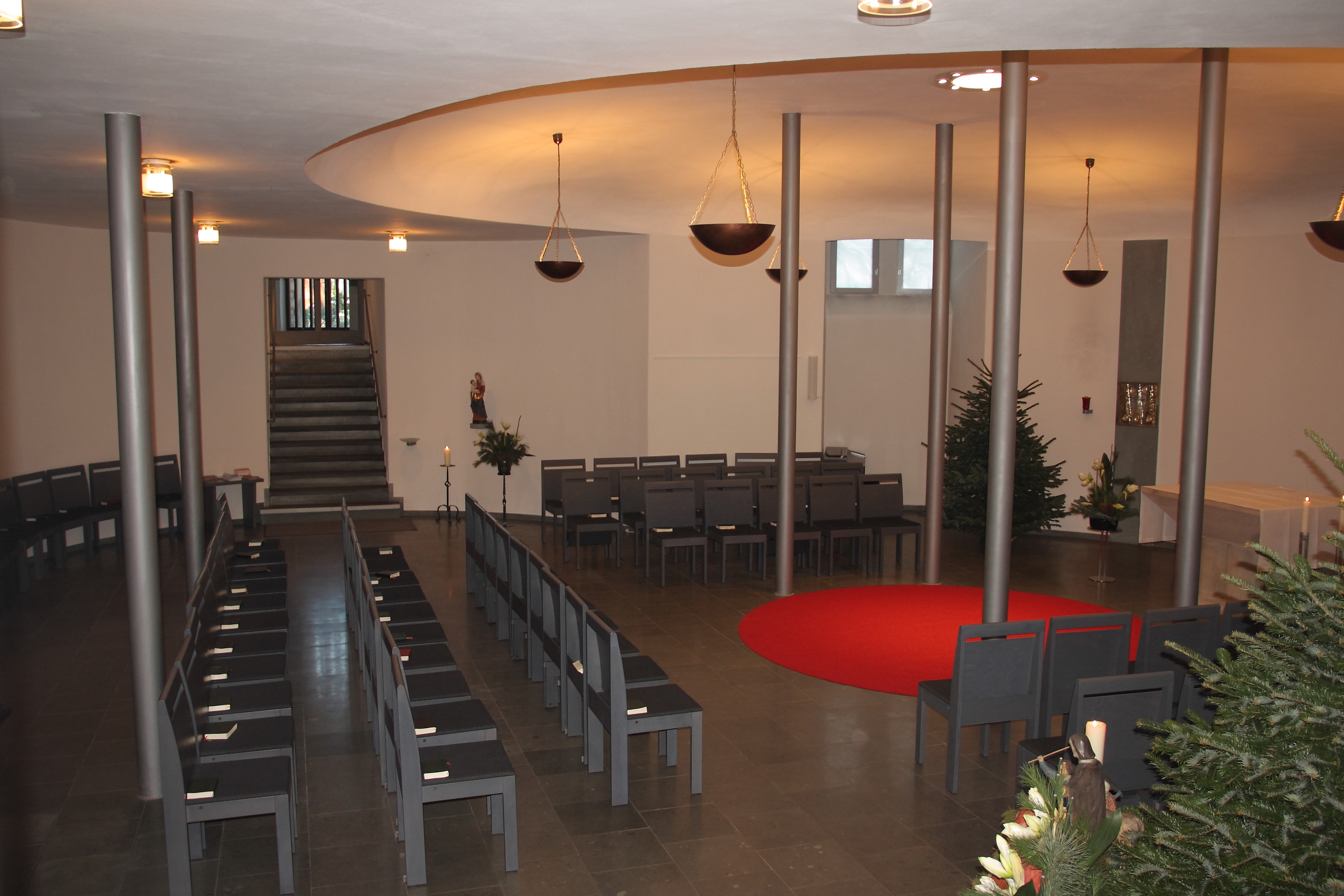
Krypta nach der Neugestaltung
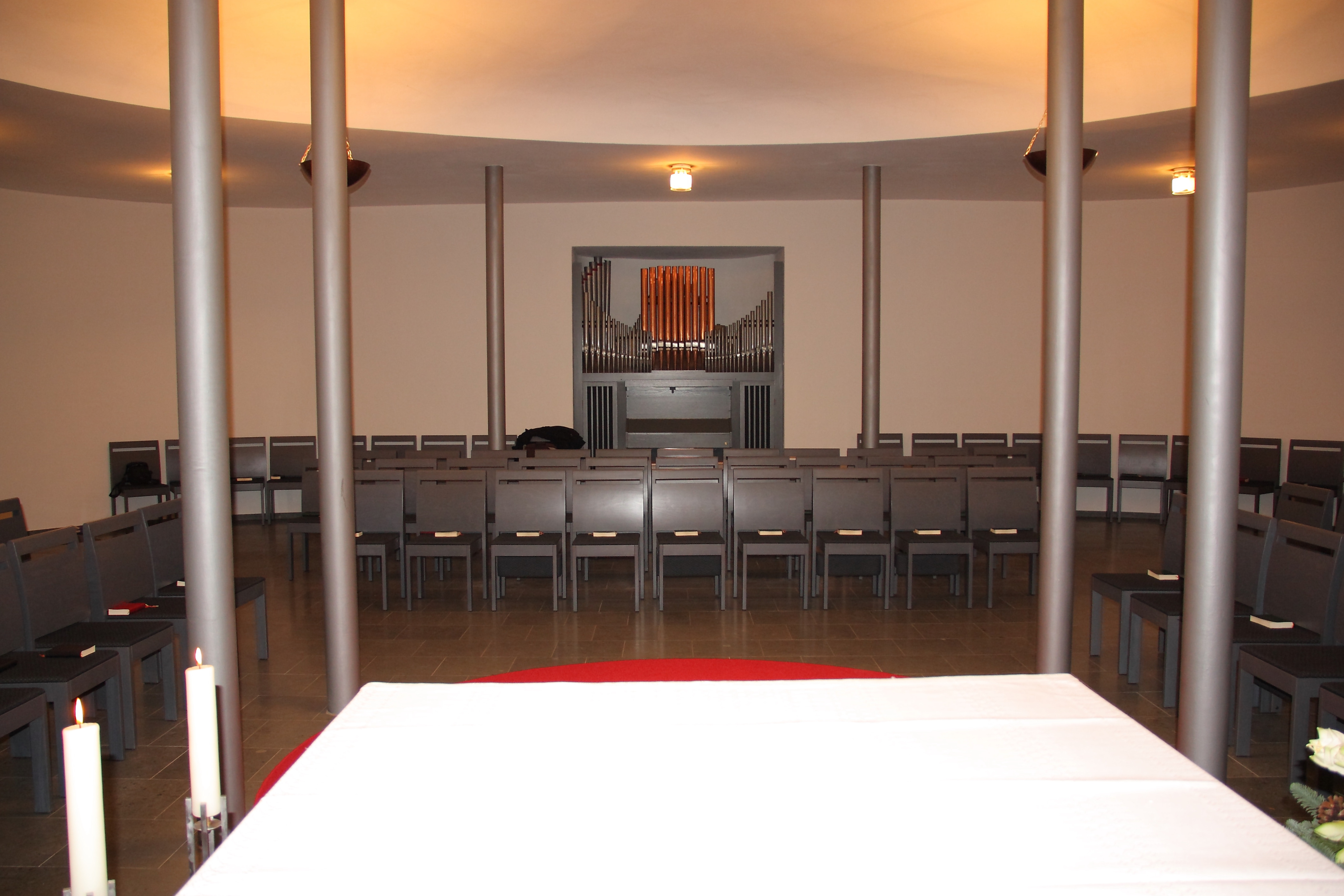
Krypta nach der Neugestaltung, Perspektive des Zelebranten

## Glocken
Verteilt auf die beiden Türme der Kirche hängt ein fünfstimmiges Bronze-Geläut der Gießerei Monasterium Eijsbouts aus dem Jahr 1961 (Nordturm 3, 5; Südturm 1, 2, 4). Es gilt als eines der schönsten in Münster.
Bedingt durch die Korrosion der werksseitig in die Kronen eingefügten Eisenarmierungen wiesen die drei Glocken des Südturmes ab dem Jahr 1995 sicherheitsrelevante, irreparable Risse in den Kronen auf. Am 16. Mai 1997 erfolgte der Guss von drei neuen Glocken des jeweils gleichen Nominals (d1-e1-g1) bei der Fa. Rincker in Sinn / Hessen. Geweiht wurden die neuen Glocken am 1. Juni 1997 auf dem Kirchenvorplatz. Die neuen Glocken übernahmen die Namen ihrer Vorgänger, die Inschrift lautet jeweils „Anno Domini 1961 + Refacta 1997“. Die Charakteristik und der Klang des Geläutes hat sich durch den Neuguss nicht verschlechtert.
| Nr. | Name     | Gussjahr | Gießer                | Durchmesser (mm) | Gewicht (kg) | Nominal (16tel) |
| 1   | Antonius | 1997     | Fa. Rincker           |                  |              | d1              |
| 2   | Maria    | 1997     | Fa. Rincker           |                  |              | e1              |
| 3   | Heinrich | 1961     | Monasterium Eijsbouts |                  |              | f1              |
| 4   | Albert   | 1997     | Fa. Rincker           |                  |              | g1              |
| 5   | Klara    | 1961     | Monasterium Eijsbouts |                  |              | a1              |